# El coche de pedales
El coche de pedales (2004) es una producción española dirigida por Ramón Barea y protagonizada por Álex Angulo, Rosana Pastor y Pablo Gómez. Fue rodada en el barrio del Carmen en Valencia.
Participó más tarde en festivales tan importantes como el de Huelva, el de Lanzarote, y hasta incluso se ha llegado a emitir en Egipto.
Trata sobre un niño llamado Pablito que se encapricha con un coche de pedales, el cual su padre no puede comprar porque es demasiado caro. Todo esto ocurre además en un drama familiar provocado por el trabajo del padre, su situación económica y por el enfrentamiento que existe entre las familias de Estrella -la madre de Pablito- y la de Pablo.
Como curiosidad, destacar que en esta película se utiliza el esperanto, debido a que Pablo (Álex Angulo) es profesor de dicha lengua.